# Passiflora punctata
Passiflora punctata är en passionsblomsväxtart som beskrevs av Carl von Linné. Passiflora punctata ingår i släktet passionsblommor, och familjen passionsblomsväxter. Inga underarter finns listade i Catalogue of Life.

## Bildgalleri

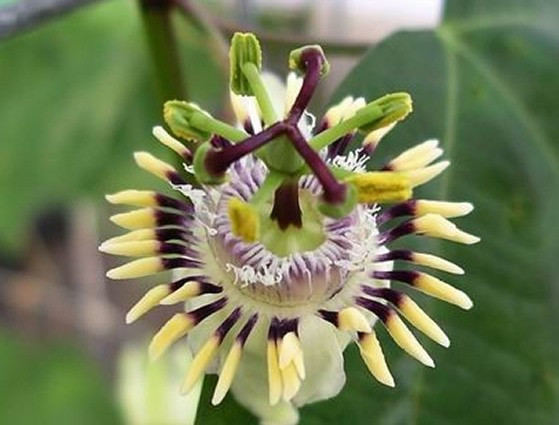